# 姜炳荣店铺
姜秉荣店铺位于中国浙江省江山市廿八都镇浔里村浔里街9号，是一处江山市文物保护单位。
2010年7月19日，姜秉荣店铺公布为第五批江山市文物保护单位，编号5-3-15。